# L. J. Collier
(en) Statistiques sur pro-football-reference et pro-football-reference
Lawrence Collier Jr., né le 12 septembre 1995 à Munday au Texas, est un sportif professionnel de football américain jouant au poste de defensive end dans la National Football League (NFL) depuis la saison 2019 et pour la franchise des Cardinals de l'Arizona depuis la saison 2023.
Auparavant, au niveau universitaire, il a joué pendant cinq saisons (2014-2018) dans la NCAA Division I FBS pour les Horned Frogs de l'université chrétienne du Texas (Texas Christian University) avant d'être sélectionné en 29e choix global lors de la draft 2019 par la franchise des Seahawks de Seattle où il reste quatre saisons avant de rejoindre les Cardinals.

## Jeunesse
Collier grandit dans la ville natale de son père, Munday, au Texas. Il fréquente la Munday High School, où il aide les Moguls à atteindre un championnat d'État junior en 2012. Il enregistre six tacles, un sack, un fumble forcé et un touchdown lors d'un retour d'interception et gagne les honneurs de MVP défensif du match.
Le 5 février 2014, il signe une lettre d'intention pour fréquenter la Texas Christian University à Fort Worth, au Texas, dans le cadre d'une bourse d'études pour le football américain.

## Carrière universitaire
Collier a le statut de redshirt lors de sa première saison chez TCU, et apparaît dans un seul match des Horned Frogs en tant que freshman en 2015, contre les Mustangs de l'université méthodiste du Sud.
Il dispute 12 matchs lors de sa saison sophomore, en 2016, et enregistre 4,5 sacks et 21 tacles combinés et 4,5 tacles for loss. Il a son meilleur match de la saison contre les Cyclones de l'université d'État de l'Iowa, réalisant 4 tacles et 1,5 sacks. Lors du Liberty Bowl 2016, il bloque une tentative de field goal de 53 yards des Bulldogs de l'université de Géorgie.
La saison 2017, son année junior, le voit participer à 9 matchs durant lesquels il réalise 18 tacles dont 8 en solo, 4,5 tacles for loss et 4 sacks. Il réalise sa première interception en carrière lors du match contre les Cowboys de l'université d'État de l'Oklahoma. Le 2 décembre, lors du match de championnat de la conférence Big 12, une défaite 41-17 contre les Sooners de l'université de l'Oklahoma, il réalise une sommet en carrière de 4 tacles. Lors de l'Alamo Bowl 2017, remporté 39-37 par les Horned Frogs contre le Cardinal de l'université Stanford, Collier accumule 3 tacles et 1 sack, crucial lors d'un jeu en fin de match, permettant le retour et la victoire des Frogs.
En 2018, pour son année senior, Collier a enfin l’opportunité de devenir titulaire. Il répond en totalisant 6 sacks, 11,5 tacles for loss et 4 passes déviées pour remporter une sélection dans la première équipe All Big 12 de Pro Football Focus et des entraîneurs de la conférence. Il clôt sa carrière universitaire avec un sack lors de la victoire de TCU au Cheez-It Bowl contre les Golden Bears de l'université de Californie.
Après sa saison senior, Collier obtient son diplôme de TCU et est invité à participer au Senior Bowl, dans lequel il enregistre un sack et un fumble forcé.

### Statistiques universitaires
| Année  | Équipe              | Statut | MJ |       | Plaquages | Plaquages | Plaquages | Plaquages |       | Interceptions | Interceptions | Interceptions | Interceptions |  | Fumbles | Fumbles |
| Année  | Équipe              | Statut | MJ | Total | Seul      | Ast.      | Sacks     | Nb.       | Yards | Déf.          | TD            | Nb.           | Rec.          |  |         |         |
| 2015   | Horned Frogs de TCU | FR     | 1  | 1     | 1         | 0         | 0         | 0         | 0     | 0             | 0             | 0             | 0             |  |         |         |
| 2016   | Horned Frogs de TCU | SO     | 12 | 21    | 8         | 13        | 4,5       | 0         | 0     | 1             | 0             | 0             | 0             |  |         |         |
| 2017   | Horned Frogs de TCU | JR     | 9  | 18    | 8         | 10        | 4,0       | 1         | -2    | 0             | 0             | 0             | 0             |  |         |         |
| 2018   | Horned Frogs de TCU | SR     | 11 | 42    | 27        | 15        | 6,0       | 0         | 0     | 4             | 0             | 0             | 0             |  |         |         |
| Totaux | Totaux              | Totaux | 34 | 82    | 44        | 38        | 14,5      | 1         | -2    | 5             | 0             | 0             | 0             |  |         |         |

## Carrière professionnelle
Collier assiste au NFL Scouting Combine à Indianapolis, dans l'Indiana et réalise les performances suivantes :
| Taille             | Poids            | Bras           | Main           | Sprint   | Sprint   | Sprint   | Shuttle 20 yards | 3 cones drill | Détente        | Détente            | Développé couché | Test Wonderlic |
| Taille             | Poids            | Bras           | Main           | 40 yards | 10 yards | 20 yards | Shuttle 20 yards | 3 cones drill | verticale      | horizontale        | Développé couché | Test Wonderlic |
| 6 ft 2 in (1,88 m) | 283 lbs (128 kg) | 34 in (0,86 m) | 10 in (0,25 m) | 4,91 s   |          |          | 4,78 s           | 7,71 s        | 30 in (0,76 m) | 9 ft 2 in (3,00 m) | 25 reps          |                |

Collier est sélectionné en 29e choix global lors du premier tour de la draft 2019 par la franchise des Seahawks de Seattle. Les Seahawks ont acquis cette sélection aux Chiefs de Kansas City en échange de leur joueur Frank Clark.

### Seahawks de Seattle
Collier signe un contrat de quatre ans d'une valeur de 10 836 082 $ avec les Seahawks de Seattle, lui permettant de gagner 495 000 dollars en 2019,.
Collier ne participe qu'à 11 matchs lors de sa saison rookie et aucun en tant que titulaire. Il termine l'année avec un total de trois plaquages.
Collier est désigne titulaire au poste de defensive end en 2020 après le départ de Jadeveon Clowney. Il réussit sa plus belle action de sa jeune carrière lorsqu'il stoppe les quarterback des Patriots, Cam Newton sur sa ligne des 1 yard pour assurer la victoire de son équipe 35 à 30. En 5e semaine lors de la victoire 27 à 26 contre les Vikings, Collier effectue son premier sack en carrière sur Kirk Cousins. Il réussit son deuxième sack sur Kyler Murray lors de la victoire 28 à 21 en11e semaine contre les Cardinals.
Les Seahawks n'activent pas l'option de cinquième année du contrat de Collier faisant de lui un agent libre après la saison 2022. Blessé en début de saison, il est réactivé le 26 octobre 2022

### Cardinals de l'Arizona
Le 21 mars 2023, Collier signe un contrat d'un an avec les Cardinals de l'Arizona Il est placé sur la liste des blessé le 16 septembre 2023.
Le 8 mars 2024, Collier signe une extension de contrat d'un an avec les Cardinals. Il participe aux 17 matchs de la saison dont 15 en tant que titulaire, totalisant 29 plaquages et 3 ½ sacks en 2024.
Le 12 mars 2025, Collier resigne un an avec les Cardinals pour un montant de 4 millions de dollars.

## Statistiques NFL

### Saison régulière
| Année  | Équipe                 | MJ |                | Plaquages      | Plaquages      | Plaquages      | Plaquages      |                | Interceptions  | Interceptions  | Interceptions | Interceptions |  | Fumbles | Fumbles |
| Année  | Équipe                 | MJ | Total          | Seul           | Ast.           | Sacks          | Nb.            | Yards          | Déf.           | TD             | Nb.           | Rec.          |  |         |         |
| 2019   | Packers de Green Bay   | 11 | 03             | 02             | 01             | 0,0            | 0              | 0              | 0              | 0              | 0             | 0             |  |         |         |
| 2019   | Packers de Green Bay   | 16 | 22             | 16             | 06             | 3,0            | 0              | 0              | 2              | 0              | 0             | 0             |  |         |         |
| 2021   | Packers de Green Bay   | 10 | 08             | 03             | 05             | 0,0            | 0              | 0              | 1              | 0              | 0             | 0             |  |         |         |
| 2022   | Packers de Green Bay   | 08 | 07             | 03             | 04             | 0              | 0              | 0              | 2              | 0              | 0             | 0             |  |         |         |
| 2023   | Cardinals de l'Arizona | 01 | 02             | 02             | 0              | 0,0            | 0              | 0              | 0              | 0              | 0             | 0             |  |         |         |
| 2024   | Cardinals de l'Arizona | 17 | 29             | 13             | 16             | 3,5            | 0              | 0              | 2              | 0              | 0             | 1             |  |         |         |
| 2025   | Cardinals de l'Arizona | ?  | Saison à venir | Saison à venir | Saison à venir | Saison à venir | Saison à venir | Saison à venir | Saison à venir | Saison à venir | ?             | ?             |  |         |         |
| Totaux | Totaux                 | 63 | 71             | 39             | 32             | 6,5            | 0              | 0              | 7              | 0              | 0             | 1             |  |         |         |

| Année  | Équipe               | MJ |       | Plaquages | Plaquages | Plaquages | Plaquages |       | Interceptions | Interceptions | Interceptions | Interceptions |  | Fumbles | Fumbles |
| Année  | Équipe               | MJ | Total | Seul      | Ast.      | Sacks     | Nb.       | Yards | Déf.          | TD            | Nb.           | Rec.          |  |         |         |
| 2020   | Packers de Green Bay | 1  | 1     | 1         | 0         | 0,0       | 0         | 0     | 0             | 0             | 0             | 0             |  |         |         |
| 2022   | Packers de Green Bay | 1  | 1     | 0         | 1         | 0,0       | 0         | 0     | 0             | 0             | 0             | 0             |  |         |         |
| Totaux | Totaux               | 2  | 2     | 1         | 1         | 0,0       | 0         | 0     | 0             | 0             | 0             | 0             |  |         |         |